# Bert Creemers
Hubertus Peter Maria (Bert) Creemers (Montfort, 9 juli 1942) is een Nederlands emeritus-hoogleraar aan de Rijksuniversiteit Groningen.

## Leven en werk
Prof. dr. Creemers werd in 1942 in Montfort geboren. Hij studeerde onderwijskunde aan de Universiteit Utrecht en promoveerde in 1974 tot doctor op het proefschrift Evaluatie van onderwijsstijlen binnen het aanvankelijk lezen: een onderwijskundig onderzoek naar de relatie tussen methodegebruik van de leerkracht en de prestaties van de leerlingen. Van 1975 tot 1979 was hij lector sociale wetenschappen aan de Rijksuniversiteit Groningen. Van 1979 tot 2002 werd Creemers directeur van de RION, later opgegaan in de GION. Van 1980 tot 2007 was Creemers werkzaam als hoogleraar onderwijskunde aan diezelfde universiteit. Van 2002 tot zijn aan zijn emeritaat was hij tevens decaan van de Faculteit der Psychologische, Pedagogische en Sociologische Wetenschappen aan de Rijksuniversiteit Groningen.
Op 7 september 2007 ging Creemers met pensioen en hij verkreeg de Koninklijke onderscheiding van Officier in de Orde van Oranje-Nassau. Hij speelde een leidende rol bij het onderwijsonderzoek. Zijn ideeën en onderzoeken hebben zowel op nationaal als internationaal niveau een blijvende invloed gehad op het onderwijs.

## Publicaties (selectie)
Creemers publiceerde onder de naam B.P.M. Creemers.
- Evaluatie van onderwijsstijlen binnen het aanvankelijk lezen: een onderwijskundig onderzoek naar de relatie tussen methodegebruik van de leerkracht en de prestaties van de leerlingen (proefschrift) (1974)
- Eindrapportage projekt "Beschrijving beginsituatie experimenten middenschool": deelonderzoek curriculumontwikkeling (1977)
- Handboek schoolorganisatie en onderwijsmanagement (1983)
- Onderwijskundig lexicon. Deel centrale onderwijsthema's (1995)
- Onderwijskundig lexicon. Editie III (1998)
- De professionalisering van de leraar (2002)
- M ’n stipje (2007)